# Schattendomain
Unter einer Schattendomain wird im Bereich der Suchmaschinenoptimierung (SEO) eine Domain verstanden, die mithilfe einer irreführenden Weiterleitung zu einer anderen Website führt. Die eigentliche Optimierung wird dabei auf der Schattendomain vorgenommen. Schattendomains verstoßen gegen die Richtlinien der Suchmaschinen. Ihre Verwendung kann dazu führen, dass beide Domains aus dem Index entfernt werden.
Die Technik ist verwandt mit Brückenseiten, arbeitet aber nicht mit JavaScript- oder Meta-Tag-, sondern mit regulären HTTP-Weiterleitungen. Zudem handelt es sich bei einer Schattendomain immer um eine separate Domain, während Brückenseiten oft auf der gleichen Domain wie die Zielseite liegen.

## Techniken
Zuerst wird die Schattendomain den Webcrawlern der Suchmaschinen gegenüber als reguläre Webpräsenz getarnt. Um eine möglichst gute Bewertung der Domain in den Suchmaschinen zu erreichen, werden viele ständig wechselnde Tricks des Suchmaschinen-Spammings eingesetzt. Unter anderem wird die Schattendomain mit zahlreichen Einzelseiten mit normal erscheinendem, aber häufig sinnfreiem Text gefüllt, in dem die gewünschten Suchbegriffe statistisch optimal verteilt vorkommen, viele solcher Schattendomains werden durch Hyperlinks engmaschig miteinander vernetzt, es wird mit Cloaking gearbeitet etc. Um anschließend die Positionierung der eigentlichen Zielwebsite zu verbessern, wird mittels einer Rewrite-Engine oder ähnlichen serverseitigen Technik eine Weiterleitung zu dieser eingerichtet. Die Zieldomain „erbt“ in diesem Moment einen Teil der Popularität der Schattendomain und erscheint für kurze Zeit in den Suchergebnissen der Suchmaschinen besser positioniert. Dieser Effekt ist jedoch – falls überhaupt – nur von sehr kurzer Dauer, da der Einsatz von Schattendomains von allen großen Suchmaschinen erkannt und nach kurzer Zeit entsprechend geahndet wird.
Wenn die Schattendomain nicht dem Websitebetreiber gehört, auf dessen Präsenz weitergeleitet wird, sondern dem Suchmaschinenoptimierer, besteht die Gefahr, dass dieser bei Vertragsbeendigung die Schattendomain auf eine andere Website umleitet, unter Umständen auch zur Konkurrenz.